# Salsipuedes (película de 2016)
Salsipuedes es una película dramática panameña de 2016 dirigida por Ricardo Aguilar Navarro y Manuel Rodríguez. Fue seleccionada como la entrada panameña a la Mejor Película en Lengua Extranjera en la 89.ª edición de los Premios Óscar, pero no fue nominada.

## Sinopsis
Cuenta la historia de un joven que regresa a casa a Panamá por primera vez desde su infancia en el exilio, y se enreda en el nefasto legado de su padre criminal.

## Reparto
- Elmis Castillo como Andrés Pimienta
- Maritza Vernaza como Eloísa
- Jaime Newball como Bobby Pimienta
- Lucho Gotti como Esteban Pimienta